# Lancia Flaminia GT Convertibile
Le Lancia Flaminia GT Convertibile sono delle versioni cabriolet della Lancia Flaminia, prodotte dalla Lancia dal 1960 e rimaste nel listino della casa automobilistica fino al 1968.

## Flaminia GT Convertibile prima serie

Una delle prime Flaminia Convertibile Touring (forse un esemplare di pre-serie) ritratta sulle nevi di Cervinia

Flaminia convertibile

A poco più di un anno di distanza dal lancio della Flaminia che più delle altre ha preso il posto della Aurelia B20 berlinetta, la Gran Turismo Coupé (esposta in anteprima al Salone dell'Automobile di Torino 1958 ed entrata in commercio all'inizio del 1959) viene messa in produzione la versione "aperta", cui spetta l'impegnativo compito di colmare il vuoto lasciato vacante dalla Aurelia B24.
La Flaminia Convertibile (questa la definizione che in casa Lancia, al posto delle più comuni "spyder" o "cabriolet", si preferisce attribuirle) viene presentata nel marzo.
Le caratteristiche della vettura ricalcano fedelmente quelle della sorella con tetto metallico (6 cilindri a V di 60°, 2458 cm³, 119 CV): le sole differenze riguardano il peso (che è un po' superiore) e la velocità massima dichiarata, che è inferiore, anche se di appena 2 chilometri orari (178 anziché 180) e che scende a 172 km. orari viaggiando con la capote abbassata. Stando alle dichiarazioni rese dalla Casa al momento del lancio, le consegne della Convertibile, che viene venduta allo stesso prezzo della Coupé (3.200.000 Lire di listino) dovrebbero iniziare a maggio
Pochi mesi dopo il lancio, nell'estate 1960, l'intera gamma Flaminia, e dunque anche la GT Touring Convertibile, subisce una modifica alla timoneria dello sterzo: viene inserito un ammortizzatore idraulico telescopico destinato ad assorbire anche i piccoli contraccolpi che nascono dai movimenti verticali di sospensione delle ruote e dunque a ridurre le reazioni degli scuotimenti al volante. Una curiosità: i possessori di Flaminia non ancora dotate di questa miglioria, possono ottenerla dietro pagamento di una somma di 20.000 Lire.
La vita della Convertibile "prima serie" termina, al pari di quella della gemella Coupé, nel dicembre del 1961, sostituita da una nuova versione con motore munito di 3 carburatori.
- Periodo di produzione: approssimativamente, dal marzo 1960 al dicembre 1961
- Modelli: tipo 824.04, cabriolet 2 porte, 2 posti, con guida a sinistra
- Numerazione progressiva: tipo 824.04: da 1001 a 1421
- Unità prodotte: 378 ; da notare che le altre 43 unità, che mancano all'appello per coprire l'intervallo da 1001 a 1421 (421 esemplari), erano costituite da: 1 telaio utilizzato dal carrozziere Vignale e 1 altro telaio utilizzato dal carrozziere Boneschi per realizzare ciascuno una autovettura in esemplare unico e 41 telai successivamente modificati[2] nel tipo 824.14 (Cabriolet 3C).
- Caratteristiche principali:
  - motore: anteriore a 6 cilindri a V di 2457,98 cm³, potenza 119 cv (DIN) a 5100 giri, valvole in testa;
  - carrozzeria: cabriolet 2 porte, 2 posti, scocca portante, sospensione anteriore a ruote indipendenti, sospensione posteriore a ruote semi-indipendenti (schema De Dion);
  - trasmissione con trazione alle ruote posteriori, cambio a 4 rapporti+retromarcia;
  - dimensioni e peso: passo cm 252, lunghezza cm 450, larghezza cm 166, peso (a vuoto) kg 1300;
  - velocità max: km/h 178.

### Galleria fotografica della prima serie

La Flaminia Convertibile Touring al Pincio, nel corso di una "Rassegna di eleganza" tenutasi nel maggio 1960: accanto alla vettura l'attore Marcello Mastroianni
La Flaminia Convertibile Touring ripresa al Parco del Valentino nel maggio 1961 alla Esposizione internazionale dei fiori
Il posto di guida della Flaminia Convertibile

### Caratteristiche tecniche della prima serie
| Trasmissione                          | trazione sulle ruote posteriori; frizione, cambio e differenziale in gruppo unico, fissato al telaio e disposto al retrotreno; albero di trasmissione di tipo tubolare, senza supporto intermedio. |
| Rapporto al ponte                     | rapporto finale di riduzione, con coppia conica Hypoid 13/48 (3,692:1). |
| Carrozzeria, arredamenti ed accessori | carrozzeria: cabriolet 2 porte (porte incernierate anteriormente, cioè con apertura controvento), 2 posti; volante a tre razze. sedili: sedili anteriori divisi (con inclinazione schienale regolabile) di forma cosiddetta “a trifoglio”. vano motore: illuminato. bagagliaio: vano illuminato; ruota di scorta sotto il piano di carico (coperta da coperchio e da un tappeto di gomma). comandi al volante: pulsante centrale per azionamento avvisatore elettroacustico. comandi a pedale: freno, frizione ed acceleratore (quest'ultimo del tipo a suola); tutti e tre i pedali sono rivestiti in gomma. comandi sotto al cruscotto: due levette per comando e regolazione aerazione e riscaldamento lato sinistro, leva per lo bloccaggio del cofano motore, leva del freno di stazionamento, azzeramento contachilometri parziale, regolazione orologio, starter, levetta di inserimento riscaldatore, levette per comando e regolazione aerazione e riscaldamento lato destro, comando del cambio di velocità. comandi al cruscotto: spruzzatore lavaparabrezza, leva commutatore luci e azionamento indicatori di direzione, spia luci e spie indicatori di direzione, tergicristallo, portacenere, accendisigari, cassetto ripostiglio con serratura, ventilatore, illuminazione abitacolo, illuminazione della strumentazione (ad intensità regolabile), accensione luci di posizione e proiettori, chiave di inserimento servizi. strumentazione: riunita in due strumenti circolari; lo strumento di sinistra comprende il tachimetro con scala fino a 220 Km. orari, l'indicatore livello benzina, quelli della pressione dell'olio, della temperatura dell'acqua, della temperatura dell'olio e i due contachilometri (totalizzatore e parziale); lo strumento di destra include invece il contagiri (graduato fino a 5500 giri) e l'orologio |
| Pendenze massime superabili           | in prima marcia=36%; in II=22,5%; in III= 14,5%; in IV=9%. ; in retromarcia 39% |
| Tassa di circolazione                 | Potenza fiscale in Italia CV 26; bollo di circolazione annuo: Lire 101.085. |
| Prezzo in Italia                      | Dal debutto (giugno 1960) a fine commercializzazione (dicembre 1961): Lire 3.200.000 (prezzo di listino) Optionals previsti: apparecchio radio (Lire 148.000); freni a disco (Lire 60.000, da notare però che i freni a disco sono montati su tutti gli esemplari, per cui si tratta di un optional praticamente obbligatorio), sedili in pelle (Lire 55.000), cupoletta rigida (Lire 180.000) |
| Prezzo in Svizzera                    | nel marzo 1961: 28.650 Franchi Svizzeri |

## Flaminia 3C GT Convertibile

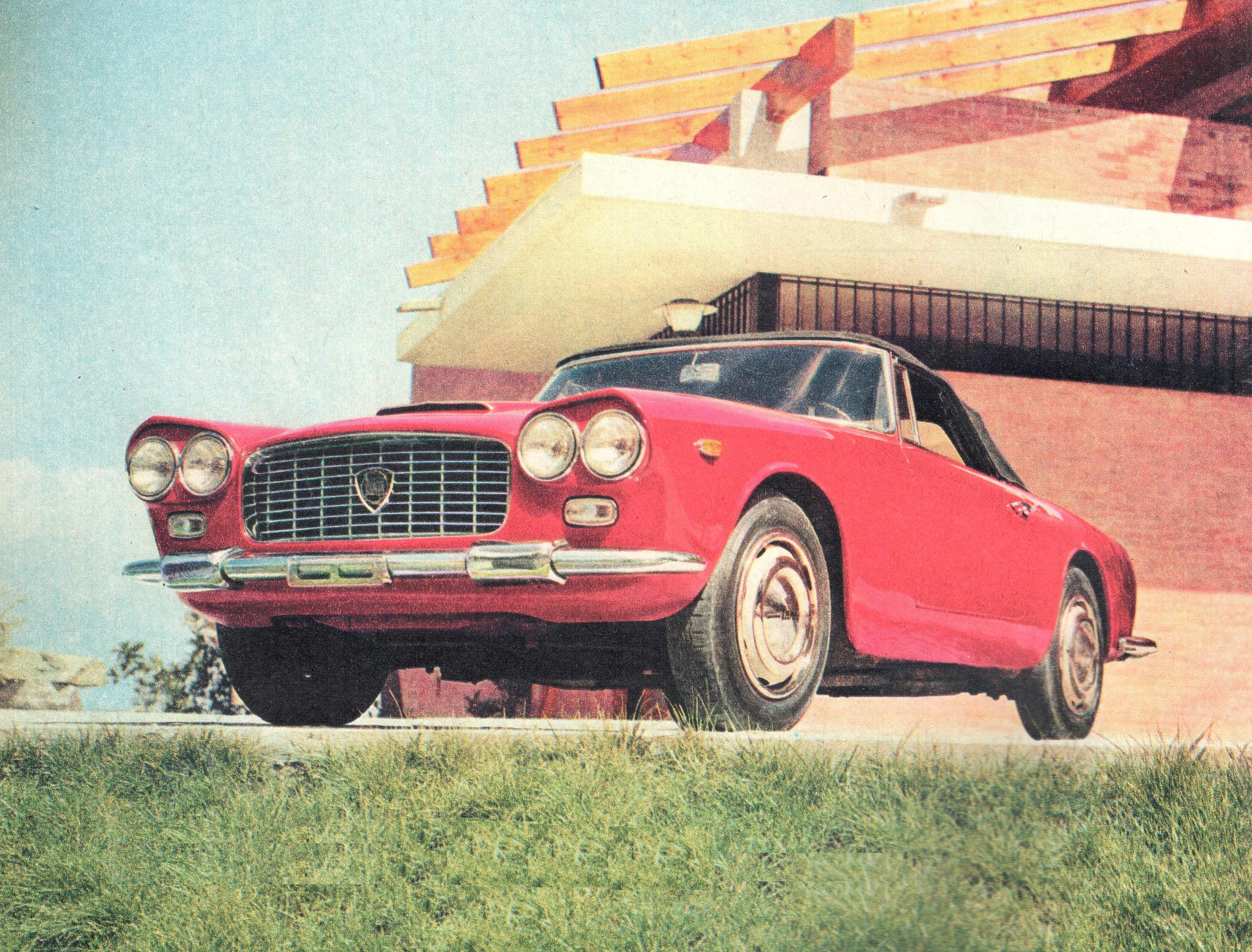
Una Flaminia 3C GT Convertibile con la capote alzata

Il 13 gennaio 1962 la Lancia presenta nuove versioni delle Flaminia sportive Touring e Zagato, caratterizzate dall'adozione di una alimentazione mediante tre carburatori doppio corpo Weber accuratamente registrati e sincronizzati aspiranti l'aria da un unico grande filtro e naturalmente anche la Convertibile subisce questa innovazione.

Una Convertibile con hardtop (cupoletta rigida): la somiglianza con la Coupé è praticamente totale

Grazie al nuovo sistema di alimentazione si ha un notevole incremento della potenza massima, che sale da 119 a 140 cv, e della coppia motrice, che passa da 19 a 20,7 mkg. Altre variazioni riguardano il rapporto al ponte, che è un po' meno demoltiplicato (3,615 anziché 3,692), una nuova dinamo, un diverso tipo di candele, qualche modifica ai comandi e alla strumentazione (la scala del contagiri arriva ora a 6500), miglioramenti nelle rifiniture, l'apposizione, sullo spigolo delle portiere, di una luce-spia che segnala l'apertura e l'aggiunta di due luci posteriori per la marcia indietro, che vengono inserite al centro del gruppo ottico al posto dei catadiottri, che a loro volta trovano alloggio nel piccolo spazio tra il gruppo ottico e l'apertura del bagagliaio.
Il peso aumenta parecchio, ciononostante le prestazioni risultano incrementate e la velocità massima dichiarata dalla casa sale di 12 chilometri all'ora, da 178 a 190. Sale anche la pendenza massima superabile (da 36% a 38%) ma salgono anche il prezzo (da 3.200.000 a 3.320.000) e il consumo (da 11,8 a 13 litri ogni 100 chilometri, secondo le norme CUNA).
Le consegne ai clienti iniziano il 1º febbraio 1962
La Flaminia 3C GT Convertibile rimane in produzione fino all'uscita della nuova versione con motore da 2,8 litri (settembre 1963) ma figura nei listini Lancia fino all'ottobre del 1968, evidentemente per lo smaltimento delle scorte di motori da due litri e mezzo.
- Periodo di produzione: approssimativamente, dal gennaio 1962 al settembre 1963 (la 3C GT Convertibile con motore da 2,5 litri appare nei listini fino al mese di ottobre 1968, dopodiché scompare definitivamente)
- Modelli: tipo 824.14, cabriolet 2 porte, 2 posti, con guida a sinistra e tipo 824.15, cabriolet 2 porte, 2 posti, con guida a destra
- Numerazione progressiva: tipo 824.14/824.15: da 2001 a 2247
- Unità prodotte: 247 (di cui 245 guida a sinistra e 2 guida a destra)
- Caratteristiche principali:
  - motore: anteriore a 6 cilindri a V di 2457,98 cm³, potenza 140 cv (CUNA) a 5600 giri, valvole in testa; **carrozzeria: cabriolet 2 porte, 2 posti, scocca portante, sospensione anteriore a ruote indipendenti, sospensione posteriore a ruote semi-indipendenti (schema De Dion);
  - trasmissione con trazione alle ruote posteriori, cambio a 4 rapporti+retromarcia;
  - dimensioni e peso: passo cm 252, lunghezza cm 450, larghezza cm 166, peso (a vuoto) kg 1330;
  - velocità max: km/h 190.

### Caratteristiche tecniche della Lancia Flaminia 3C GT Convertibile
| Trasmissione                          | trazione sulle ruote posteriori; frizione, cambio e differenziale in gruppo unico, fissato al telaio e disposto al retrotreno; albero di trasmissione di tipo tubolare, senza supporto intermedio. |
| Rapporto al ponte                     | rapporto finale di riduzione, con coppia conica Hypoid 13/47 (3,615:1). |
| Carrozzeria, arredamenti ed accessori | carrozzeria: cabriolet 2 porte (porte incernierate anteriormente, cioè con apertura controvento), 2 posti; volante a tre razze. sedili: sedili anteriori divisi (con inclinazione schienale regolabile) di forma cosiddetta “a trifoglio”. vano motore: illuminato. bagagliaio: vano illuminato; ruota di scorta sotto il piano di carico (coperta da coperchio e da un tappeto di gomma). comandi al volante: pulsante centrale per azionamento avvisatore elettroacustico. comandi a pedale: freno, frizione ed acceleratore (quest'ultimo del tipo a suola); tutti e tre i pedali sono rivestiti in gomma. comandi sotto al cruscotto: due levette per comando e regolazione aerazione e riscaldamento lato sinistro, leva per lo bloccaggio del cofano motore, leva del freno di stazionamento, azzeramento contachilometri parziale, regolazione orologio, starter, levetta di inserimento riscaldatore, levette per comando e regolazione aerazione e riscaldamento lato destro, comando del cambio di velocità. comandi al cruscotto: spruzzatore lavaparabrezza, leva commutatore luci e azionamento indicatori di direzione, spia luci e spie indicatori di direzione, tergicristallo, portacenere, accendisigari, cassetto ripostiglio con serratura, ventilatore, illuminazione abitacolo, illuminazione della strumentazione (ad intensità regolabile), accensione luci di posizione e proiettori, chiave di inserimento servizi. strumentazione: riunita in due strumenti circolari; lo strumento di sinistra comprende il tachimetro con scala fino a 220 Km. orari, l'indicatore livello benzina, quelli della pressione dell'olio, della temperatura dell'acqua, della temperatura dell'olio e i due contachilometri (totalizzatore e parziale); lo strumento di destra include invece il contagiri (graduato fino a 6500 giri) |
| Pendenze massime superabili           | in prima marcia=38%; in II=23%; in III= 15%; in IV=10%. ; in retromarcia 40% |
| Tassa di circolazione                 | Potenza fiscale in Italia CV 26; bollo di circolazione annuo: dal debutto (gennaio 1962) a fine commercializzazione (ottobre 1968)=Lire 106.140. |
| Prezzo in Italia                      | Dal debutto (gennaio 1962) ad agosto 1962: Lire 3.320.000 (prezzo di listino) da settembre 1962 a maggio 1964: Lire 3.435.000 da giugno 1964 a fine commercializzazione (ottobre 1968): Lire 3.335.000 Optionals previsti: apparecchio radio (Lire 148.000); freni a disco (Lire 60.000, da notare che i freni a disco sono montati su tutti gli esemplari, per cui si tratta di un optional praticamente obbligatorio, che peraltro sparisce dal luglio 1962, grosso modo in concomitanza con l'aumento del prezzo di listino); sedili in pelle (Lire 55.000), cupoletta rigida (Lire 180.000) |
| Prezzo in Svizzera                    | nel marzo 1962: 28.800 Franchi Svizzeri |

## Flaminia 3C GT Convertibile 2.8

Il profilo laterale della Flaminia Convertibile Touring

Al XVI Salone dell'automobile di Francoforte dell'autunno 1963 tutte le Flaminia vengono presentate con un motore la cui cilindrata è portata da 2,5 a 2,8 litri (mediante il rialesaggio dei cilindri da 80 a 85 mm) e che, nel caso delle versioni più sportive quali le Touring, raggiunge i 150 cv (contro i precedenti 140) ed è più elastico (la coppia massima sale da 20,7 a 22,8 mkg a 3500 giri), conferendo alla Flaminia 3C GT Convertibile soprattutto un sensibile miglioramento nella ripresa (la velocità massima passa comunque da 190 a 193 Km. orari). Il consumo sale a sua volta del 10% (da 13 a 14,2 litri ogni 100 km).
Tecnicamente, la Convertibile subisce le medesime modifiche che interessano la Coupé, ovvero: aumento della capacità del circuito di lubrificazione, nuovi rapporti di trasmissione (cambio di velocità e ponte), aumento del diametro dei dischi dei freni, batteria con maggior amperaggio e candele di nuovo tipo. 
La carrozzeria non subisce variazioni, tanto è vero che la nuova 2800 si differenzia dalla sorella minore solo per l'aggiunta della specifica "2.8" sul cofano del portabagagli.
Da osservare che la Flaminia 3C GT Convertibile 2,8, che viene prodotta fino al 1964, è ancora disponibile (assieme alla sorella con motore da 2 litri e mezzo) fino all'ottobre del 1968, evidentemente per smaltire le unità prodotte ma non immediatamente vendute.
- Periodo di produzione: dal 1963 al 1964 (la 3C GT Convertibile con motore da 2,8 litri appare nei listini fino al mese di ottobre 1968, dopodiché scompare definitivamente)
- Modelli: tipo 826.134, cabriolet 2 porte, 2 posti, con guida a sinistra e tipo 824.135, cabriolet 2 porte, 2 posti, con guida a destra
- Numerazione progressiva: tipo 826.134/826.135: da 1001 a 1180
- Unità prodotte: 180 (di cui 176 guida a sinistra e soltanto 4 guida a destra)
- Caratteristiche principali:
  - motore: anteriore a 6 cilindri a V di 2774,83 cm³, potenza 150 cv (CUNA) a 5400 giri, valvole in testa; **carrozzeria: cabriolet 2 porte, 2 posti, scocca portante, sospensione anteriore a ruote indipendenti, sospensione posteriore a ruote semi-indipendenti (schema De Dion);
  - trasmissione con trazione alle ruote posteriori, cambio a 4 rapporti+retromarcia;
  - dimensioni e peso: passo cm 252, lunghezza cm 450, larghezza cm 166, peso (a vuoto) kg 1330;
  - velocità max: km/h 193.

### Caratteristiche tecniche della Flaminia 3C GT Convertibile 2.8
| Trasmissione                          | trazione sulle ruote posteriori; frizione, cambio e differenziale in gruppo unico, fissato al telaio e disposto al retrotreno; albero di trasmissione di tipo tubolare, senza supporto intermedio. |
| Rapporto al ponte                     | rapporto finale di riduzione, con coppia conica Hypoid 13/46 (3,538:1). |
| Carrozzeria, arredamenti ed accessori | carrozzeria: cabriolet 2 porte (porte incernierate anteriormente, cioè con apertura controvento); volante a tre razze. sedili: sedili anteriori divisi (con inclinazione schienale regolabile) di forma cosiddetta “a trifoglio”e ribaltabili per facilitare l'accesso al vano posteriore (privo di sedili). vano motore: illuminato. bagagliaio: vano illuminato; ruota di scorta sotto il piano di carico (coperta da coperchio e da un tappeto di gomma). comandi al volante: pulsante centrale per azionamento avvisatore elettroacustico. comandi a pedale: freno, frizione ed acceleratore (quest'ultimo del tipo a suola); tutti e tre i pedali sono rivestiti in gomma. comandi sotto al cruscotto: due levette per comando e regolazione aerazione e riscaldamento lato sinistro, leva per lo bloccaggio del cofano motore, leva del freno di stazionamento, azzeramento contachilometri parziale, regolazione orologio, starter, levetta di inserimento riscaldatore, levette per comando e regolazione aerazione e riscaldamento lato destro, comando del cambio di velocità. comandi al cruscotto: spruzzatore lavaparabrezza, leva commutatore luci e azionamento indicatori di direzione, spia luci e spie indicatori di direzione, tergicristallo, portacenere, accendisigari, cassetto ripostiglio con serratura, ventilatore, illuminazione abitacolo, illuminazione della strumentazione (ad intensità regolabile), accensione luci di posizione e proiettori, chiave di inserimento servizi. strumentazione: riunita in due strumenti circolari; lo strumento di sinistra comprende il tachimetro con scala fino a 220 Km. orari, l'indicatore livello benzina, quelli della pressione dell'olio, della temperatura dell'acqua, della temperatura dell'olio e i due contachilometri (totalizzatore e parziale); lo strumento di destra include invece il contagiri (graduato fino a 6500 giri) e l'orologio |
| Pendenze massime superabili           | in prima marcia=37%; in II=23%; in III= 15%; in IV=11,5%. ; in retromarcia 39% |
| Tassa di circolazione                 | Potenza fiscale in Italia CV 29; bollo di circolazione annuo: dal debutto (settembre 1963) a fine commercializzazione (ottobre 1968)=Lire 127.575. |
| Prezzo in Italia                      | Dal debutto (settembre 1963) a giugno 1964: Lire 3.635.000 (prezzo di listino) da giugno 1964 a fine commercializzazione (ottobre 1968): Lire 3.535.000 Optionals previsti: apparecchio radio (Lire 130.000); sedili in pelle (Lire 55.000); cupoletta rigida (Lire 180.000) |
| Prezzo in Svizzera                    | nel marzo 1964: 30.800 Franchi Svizzeri nel marzo 1965: 27.000 Franchi Svizzeri |

## I prezzi delle Flaminia GT Convertibile
La dinamica dei prezzi di listino in Italia delle Flaminia GT Touring ha lo stesso andamento delle sorelle berlina e coupé; durante tutto il periodo di commercializzazione, non subisce variazioni particolarmente significative, anche perché il tasso di inflazione è, in quel periodo, estremamente modesto.
La GT Touring, pur essendo meno lussuosa rispetto alla Flaminia Coupé di Pininfarina, grazie al fatto di rivolgersi ad una clientela forse più sofisticata e che ama quel pizzico di sportività in più che la GT offre, può essere venduta ad un prezzo lievemente superiore: in ogni caso il divario non supera mai, nel periodo (grosso modo un decennio) in cui le Flaminia "derivate" sono state commercializzate in Italia, le 200.000 Lire (5,6%).
Le GT (Coupé e Convertibile, indifferentemente) vengono proposte, al momento del lancio sul mercato (gennaio 1959), a 3.200.000 Lire: diventano 3.320.000 nel febbraio 1962 (quando escono le versioni 3C a tre carburatori), lievitano a 3.435.000 dal settembre 1962 per ribassare, nel giugno 1964, a 3.335.000 Lire.
Le versioni 2.8, che appaiono nei listini a partire dall'ottobre del 1963, costano 200.000 Lire in più rispetto alle 2.5, ovvero 3.635.000 (che scendono a 3.535.000 nel giugno 1964).
La Coupé 2+2, che appare nei listini nella sola versione con motore 2.8, è naturalmente più costosa (115.000 Lire in più della corrispondente coupé 2 posti, ovvero 3.750.000 Lire, dal momento del lancio - ottobre 1963 - al maggio 1964, che diventano 3.650.000 dal giugno 1964 fino al termine del periodo di commercializzazione, l'ottobre del 1968).

## Le prove su strada della Flaminia GT Convertibile
Negli anni, 5 testate giornalistiche si sono occupate di sottoporre a test una Flaminia Touring.
Ruoteclassiche, il mensile della Editoriale Domus che si occupa di automobilismo storico, ha sottoposto a un breve test una Flaminia GT della prima serie e ne pubblica il resoconto nel fascicolo numero 93 del marzo 1996.
Quella sottoposta al test è una vettura con circa 35 anni di vita alle spalle, per cui, anche se l'esemplare era in ordine, è evidente che i dati "velocistici" (l'accelerazione soprattutto) non possono essere all'altezza di quelli che il veicolo poteva esprimere da nuovo.
Questi i dati rilevati:
- velocità massima: 173,350 km/h
- accelerazione: 
  - da fermo a 60 km/h: 6,1"
  - da fermo a 80 km/h: 9,8"
  - da fermo a 100 km/h: 14,1"
  - da fermo a 120 km/h: 20"
  - da fermo a 140 km/h: 30,3"
  - da fermo a 160 km/h: 49,6"
  - chilometro da fermo: 39,4"
- ripresa:
  - in IV marcia, da 30 a 60 km/h: 11,7"
  - in IV marcia, da 30 a 100 km/h: 26,1"
  - in IV marcia, da 30 a 140 km/h: 44"
- spazio di frenata: a 100 all'ora, in 57,2 metri.